# Velika nagrada Belgije 1933
Velika nagrada Belgije 1933 je bila tretja neprvenstvena dirka Grandes Épreuves v sezoni Velikih nagrad 1933. Odvijala se je 9. julija 1933 na dirkališču Spa-Francorchamps. 

## Rezultati

### Dirka
| Poz | Št | Dirkač                  | Moštvo                     | Dirkalnik        | Krogi | Čas/Odstop    | Št. m. |
| --- | -- | ----------------------- | -------------------------- | ---------------- | ----- | ------------- | ------ |
| 1   | 22 | Tazio Nuvolari          | Scuderia Ferrari           | Maserati 8CM     | 40    | 4:09:11       | 11     |
| 2   | 14 | Achille Varzi           | Automobiles Ettore Bugatti | Bugatti T51      | 40    | 4:12:56       | 7      |
| 3   | 18 | René Dreyfus            | Automobiles Ettore Bugatti | Bugatti T51      | 40    | 4:12:59       | 9      |
| 4   | 4  | Marcel Lehoux           | Privatnik                  | Bugatti T51      | 40    | 4:13:28       | 2      |
| 5   | 12 | Eugenio Siena           | Scuderia Ferrari           | Alfa Romeo Monza | 40    | 4:17:10       | 6      |
| 6   | 16 | William Grover-Williams | Automobiles Ettore Bugatti | Bugatti T51      | 39    | +1 krog       | 8      |
| 7   | 8  | Raymond Sommer          | Privatnik                  | Alfa Romeo Monza | 35    | +5 krogov     | 4      |
| Ods | 10 | Baconin Borzacchini     | Scuderia Ferrari           | Alfa Romeo Monza | 22    |               | 5      |
| Ods | 6  | Guy Moll                | Privatnik                  | Alfa Romeo Monza | 20    | Menjalnik     | 3      |
| Ods | 2  | Louis Chiron            | Scuderia C/C               | Alfa Romeo Monza | 20    | Diferencial   | 1      |
| Ods | 20 | »Marko«                 | Privatnik                  | Bugatti T51      | 15    | Trčenje       | 10     |
| Ods | 24 | Goffredo Zehender       | Officine A. Maserati       | Maserati 8CM     | 10    | Prenos        | 12     |
| DNS | 12 | Achille Varzi           | Automobiles Ettore Bugatti | Bugatti T59      |       | Štartal s T51 |        |